# Kroatische Marinelegion
Die Kroatische Marinelegion (kroatisch Hrvatska pomorska legija) war eine Freiwilligeneinheit innerhalb der deutschen Kriegsmarine des mit dem Deutschen Reich verbündeten Kroatien (NDH) während des Zweiten Weltkrieges. Haupteinsatzgebiet dieser Einheit war das Schwarze Meer und die Adria. Die Einheit bestand von 1941 bis 1944.